# تی‌ال‌سی: میزها، نردبان‌ها و صندلی‌ها (۲۰۱۹)
تی‌ال‌سی: میزها، نردبان‌ها و صندلی‌ها (۲۰۱۹) (به انگلیسی: TLC: Tables, Ladders & Chairs) یک رویداد غیر رایگان (Pay-Per-View) در کشتی حرفه‌ای می‌باشد که توسط کمپانی دبلیودبلیوئی برای هردو برَند راو و اسمک‌دَون تهیه می‌شود و این دوره اش هم در ۱۵ دسامبر ۲۰۱۹ در مجموعه ورزشی تارگت سنتر شهر مینیاپولیس ایالت مینه‌سوتا برگزار شد. این یازدهمین رویداد تحت عنوان تی‌ال‌سی: میزها، نردبان‌ها و صندلی‌ها بود.

## زمینه‌سازی
تی‌ال‌سی شامل مسابقاتی بین دشمنی‌های موجود، ماجراهای پیش آمده و استوری‌هایی خواهد بود که پیش از این در برنامه‌های راو یا اسمک داون پخش شده بود. کشتی‌گیرها با توجه به مسابقات یا سری اتفاقاتی که برایشان رخ می‌دهد و تنش را به حد اکثر می‌رساند، نقش منفی یا قهرمان به خود می‌گیرند.

## نتایج
| #                                                                                                 | نتایج | نوع مسابقه                                                                 | مدت زمان |
| ------------------------------------------------------------------------------------------------- | --- | -------------------------------------------------------------------------- | -------- |
| ۱پ                                                                                                | اومبرتو کاریو پیروز مقابل آندراده (با همراهی زلیندا وگا)                                                               | مسابقه تک نفره                                                             | 12:45    |
| ۲                                                                                                 | د نو دی (بیگ ای و کوفی کینگستون) (c) پیروز مقابل د ریوایوال (اسکات داوسون و دش وایلدر)                                 | مسابقه نردبان‌ها برای قهرمانی کمربندهای تگ تیم اسمک‌داون                     | 19:20    |
| ۳                                                                                                 | آلیستر بلک پیروز مقابل بادی مرفی                                                                                       | مسابقه تک نفره                                                             | 13:45    |
| ۴                                                                                                 | د وایکینگ ریدرز (اریک و ایوار) (c) مقابل د او.سی. (لوک گالوز و کارل اندرسون) بدون برنده بخاطر شمارش معکوس خروج از رینگ | مسابقه تگ تیم برای قهرمانی کمربندهای تگ تیم راو                            | 8:30     |
| ۵                                                                                                 | کینگ کوربین (با همراهی دالف زیگلر، اسکات داوسون و دش وایلدر) پیروز مقابل رومن رینز                                     | مسابقه میزها، نردبان‌ها و صندلی‌ها                                           | 22:20    |
| ۶                                                                                                 | بری وایت پیروز مقابل د میز                                                                                             | مسابقه تک نفره                                                             | 6:40     |
| ۷                                                                                                 | بابی لشلی (با همراهی لانا) پیروز مقابل روسف                                                                            | مسابقه میزها                                                               | 13:30    |
| ۸                                                                                                 | د کبوکی واریورز (آسکا و کایری سین) (c) پیروز مقابل بکی لینچ و شارلوت فلر                                               | مسابقه مسابقه میزها، نردبان‌ها و صندلی‌ها برای قهرمانی کمربندهای تگ تیم زنان | 26:00    |
| - (c) – نشان‌دهنده قهرمان(هایی) است که به میدان می‌روند - پ – نشان‌دهنده این است که مسابقه در پری–شو | |                                                                            |          |